# Hypsosinga wanica
Hypsosinga wanica är en spindelart som beskrevs av Song, Qian och Gao 1996. Hypsosinga wanica ingår i släktet Hypsosinga och familjen hjulspindlar. Inga underarter finns listade i Catalogue of Life.